# 신서우강역
신서우강역(중국어: 新首钢站)은 중국 베이징시 스징산구 구청 가도의 수리창가·스징산로 교차로 북측에 위치한 베이징 지하철 11호선의 지하철역으로 2021년 12월 31일 11호선 개통과 함께 개장되었다. 이 역은 11호선의 시·종착역으로, 남동쪽으로 500m 떨어진 곳에 정비 구역은 11호선 열차의 주차와 유지보수에 사용된다.

## 역 구조

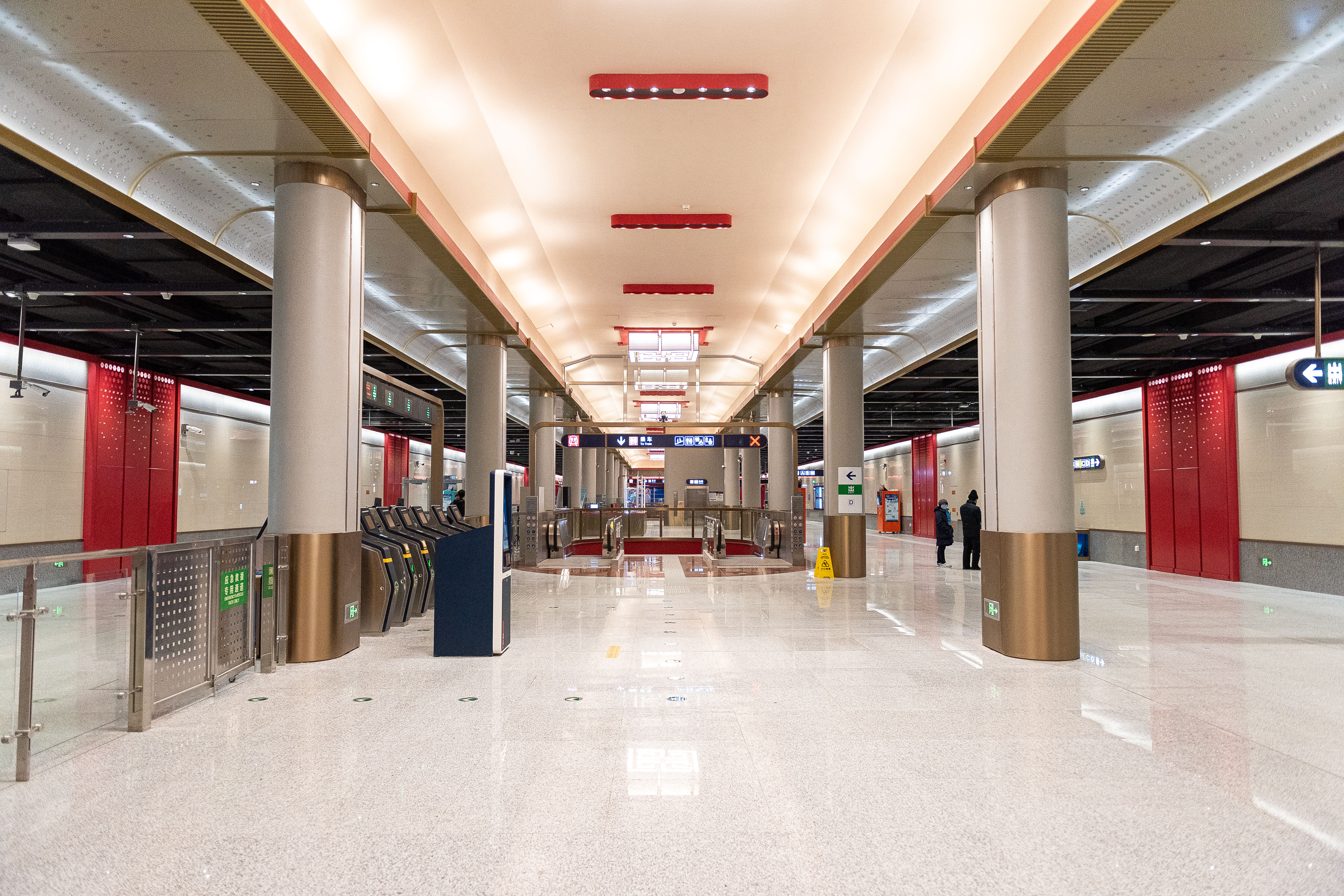
대합실

이 역은 지하 2층 구조의 1면 2선 섬식 승강장으로 설계되었고, 시·종착역 기능을 하여 회차하는 관계로 동쪽(모스커우 방향)의 1번 승강장만 이용 가능하다.
| 지면     |                                 | 출입구                                      |
| 지하 1층 | ■ 11호선 대합실                 | 매표소, 안내 센터, 보안 검색대, 출입 게이트 |
| 지하 2층 | ←                               | ■ 11호선 모스커우 방면 (베이신안)           |
| 지하 2층 | 섬식 승강장, 왼쪽 출입문이 열림 |                                             |
| 지하 2층 | 미사용                          |                                             |

### 출구
신서우강역에는 입구 A에 수직 엘리베이터 2개를 포함하여 4개의 출입구가 있지만 에스컬레이터는 존재하지 않는다.
|                         |                         |           |      |             |
| 출구                    | 지시                    | 출구 인근 | 사진 | 무장애 시설 |
| 出口 · A                | 수리창가(修理厂街)      |           |      |             |
| 出口 · B                | 다닝 공장로(织补工场路) |           |      | 빈칸        |
| 出口 · C                | 스징산로(石景山路)      |           |      | 빈칸        |
| 出口 · D                | 기계창로(机械厂路)      |           |      | 빈칸        |
| 아이콘 설명: 엘리베이터 |                         |           |      |             |

## 역사
본 역은 초기에 서우강역(중국어: 首钢站)이라고 명명되었다. 2020년 9월 25일, 베이징시 계획천연자원위원회는 "철도 11호선 서부 구간 프로젝트 역 제정 계획에 관한 고시"를 발표했다. 이 계획은 "서우강역"을 "신서우강역"으로 변경한다는 계획을 수립했다. 2020년 11월 18일, 본 역은 공식적으로 "신서우강역"으로 제정되었으며, 같은 달에 주요 구조물들이 폐쇄되었다.
본 역은 2021년 12월 31일에 개장하였다.